# 混成汎関数
混成汎関数（こんせいはんかんすう、英: Hybrid functional、ハイブリッド汎関数）は、コーン・シャム密度汎関数理論における交換–電子相関エネルギー汎関数に対する近似の一分類である。非経験的または経験的な方法で得た交換および相関エネルギーとハートリー＝フォック理論からの正確な交換エネルギーを線形結合（混合）させる。この交換エネルギー汎関数は密度よりもむしろコーン–シャム軌道の観点から表わされるため、「陰な」（implicit）汎関数と呼ばれる。最も一般的に使われる混成汎関数の一つにB3LYP（Becke、3-parameter、Lee–Yang–Parrの頭文字）がある。

## 起源
密度汎関数近似を構築するための混成的手法は1993年にアクセル・ベッケによって導入された。ハートリー＝フォックの正確な交換相互作用との混成は、単純なab initio汎関数ではうまく記述できない傾向がある原子化エネルギーや結合長、振動周波数といった多くの分子特性を改善するための単純な道筋を与える。

## 方法
混成交換-相関汎関数はハートリー–フォックの正確な交換汎関数{\displaystyle E_{\mathrm {x} }^{\mathrm {HF} }}
{\displaystyle E_{\mathrm {x} }^{\mathrm {HF} }=-{\frac {1}{2}}\sum _{i,j}\iint \psi _{i}^{*}({\boldsymbol {r_{1}}})\psi _{j}^{*}({\boldsymbol {r_{1}}}){\frac {1}{r_{12}}}\psi _{i}({\boldsymbol {r_{2}}})\psi _{j}({\boldsymbol {r_{2}}})d{\boldsymbol {r_{1}}}d{\boldsymbol {r_{2}}}}
と任意の数の陽な（explicit）交換および相関密度汎関数との線形結合として大抵構築される。個々の汎関数の重み付けを決定するパラメータは実験的あるいは正確に計算された熱化学的データへ汎関数の予測値をフィッティングすることによって大抵は定められるが、「断熱接続汎関数」の場合は、重み付けは事前に決めることができる。

### B3LYP
例えば、人気のあるB3LYP（Becke, three-parameter, Lee–Yang–Parr; ビースリーエルワイピー）交換-相関汎関数は以下の式で表わされる（{\displaystyle a_{0}=0.20}、{\displaystyle a_{\mathrm {x} }=0.72}、{\displaystyle a_{\mathrm {c} }=0.81}）。
{\displaystyle E_{\mathrm {xc} }^{\mathrm {B3LYP} }=E_{\mathrm {x} }^{\mathrm {LDA} }+a_{0}(E_{\mathrm {x} }^{\mathrm {HF} }-E_{\mathrm {x} }^{\mathrm {LDA} })+a_{\mathrm {x} }(E_{\mathrm {x} }^{\mathrm {GGA} }-E_{\mathrm {x} }^{\mathrm {LDA} })+E_{\mathrm {c} }^{\mathrm {LDA} }+a_{\mathrm {c} }(E_{\mathrm {c} }^{\mathrm {GGA} }-E_{\mathrm {c} }^{\mathrm {LDA} }),}
{\displaystyle E_{\mathrm {x} }^{\mathrm {GGA} }}および{\displaystyle E_{\mathrm {c} }^{\mathrm {GGA} }}は一般化勾配近似（Becke 88交換汎関数およびLee、Yang、Parrの相関汎関数）であり、{\displaystyle E_{\mathrm {c} }^{\mathrm {LDA} }}は相関汎関数に対するVWN局所密度近似である。
B3LYPを定義する3つのパラメータは、一連の原子化エネルギー、イオン化ポテンシャル、プロトン親和力、全原子エネルギーに対する類似したB3PW91汎関数のベッケの元々のフィッティングから修正なしに取り入れられている。

### PBE0
PBE0汎関数は、Perdew–Burke–Ernzerhof (PBE) 交換エネルギーとハートリー-フォック交換エネルギーを3対1の比で、完全なPBE相関エネルギーと共に混合する。
{\displaystyle E_{\mathrm {xc} }^{\mathrm {PBE0} }={\frac {1}{4}}E_{\mathrm {x} }^{\mathrm {HF} }+{\frac {3}{4}}E_{\mathrm {x} }^{\mathrm {PBE} }+E_{\mathrm {c} }^{\mathrm {PBE} }}
{\displaystyle E_{\mathrm {x} }^{\mathrm {HF} }}はハートリー＝フォックの正確な交換汎関数、{\displaystyle E_{\mathrm {x} }^{\mathrm {PBE} }}はPBE交換汎関数、{\displaystyle E_{\mathrm {c} }^{\mathrm {PBE} }}はPBE相関汎関数である。

### HSE
HSE (Heyd–Scuseria–Ernzerhof)交換-相関汎関数は、特に金属系での計算効率を向上させるため、エネルギーの交換部分を計算するために誤差関数で遮蔽されたクーロンポテンシャルを用いる。
{\displaystyle E_{\mathrm {xc} }^{\mathrm {\omega PBEh} }=aE_{\mathrm {x} }^{\mathrm {HF,SR} }(\omega )+(1-a)E_{\mathrm {x} }^{\mathrm {PBE,SR} }(\omega )+E_{\mathrm {x} }^{\mathrm {PBE,LR} }(\omega )+E_{\mathrm {c} }^{\mathrm {PBE} }}
上式において、 {\displaystyle a}は混合パラメータ、{\displaystyle \omega }は相互作用の短距離性を制御する調整パラメータである。標準値{\displaystyle a=1/4}と{\displaystyle \omega =0.2}（通常HSE06と呼ばれる）は、ほとんどの系について良い結果を与えることが示されている。HSE交換-相関汎関数は{\displaystyle \omega =0}でPBE0混成汎関数に縮退する。{\displaystyle E_{\mathrm {x} }^{\mathrm {HF,SR} }(\omega )}は短距離ハートリー–フォックの正確な交換汎関数、{\displaystyle E_{\mathrm {x} }^{\mathrm {PBE,SR} }(\omega )}および{\displaystyle E_{\mathrm {x} }^{\mathrm {PBE,LR} }(\omega )}はPBE交換汎関数の短距離および長距離成分、{\displaystyle E_{\mathrm {c} }^{\mathrm {PBE} }(\omega )}はPBE相関汎関数である。

### 混成メタGGA
メタGGAにハートリー＝フォック交換を混ぜた汎関数。
M06汎関数群は、混成メタGGAおよびメタGGA DFT汎関数群である。これらは、パラメータの経験的フィッティングによって構築されているが、均一な電子ガスの制約がかけられている。
M06汎関数ファミリーにはM06-L、M06、M06-2X、M06-HFがあり、それぞれ異なる量の正確な交換相互作用を含む。M06-LはHF交換を含まず完全に局所的であり（したがって混成と見なすことはできない）、M06はHF交換の27%を含み、M06-2Xは54%、M06-HFは100%である。
それぞれの長所と実用性は以下の通りである。
- M06-L: 高速で、遷移金属、無機金属化合物、有機金属化合物に向く
- M06: 典型元素、有機金属、反応速度論、非共有結合
- M06-2X: 典型元素、反応速度論
- M06-HF: 電荷移動TD-DFT、自己相互作用が問題となる系

M06ファミリーは分散力下で非常によい応答を示し、DFT法の最大の欠点の一つが改善されている。

## 混成汎関数の一覧
Gaussian 16ソフトウェアで利用可能な混成汎関数の一覧。
- ベッケの3-パラメータ混成汎関数
  - B3LYP
  - B3P86
  - O3LYP
- 分散力補正を含む汎関数
  - APFD
    - APF: 分散力補正を含まない

  - ωB97X-D: グリメのD2分散力モデルを使用
- 長距離補正汎関数
  - LC-ωHPBE: ωPBEの長距離補正版
    - LC-ωPBE: オリジナル版

  - CAM-B3LYP
  - ωB97X-D
  - ωB97
  - ωB97X
- その他
  - MN15
  - M11
  - SOGGA11X
  - N12SX
  - MN12SX
  - PW6B95
  - PW6B95D3
  - M08-HX
  - M06
  - M06-HF
  - M06-2X
  - M05
  - M05-2X
  - PBE1PBE（PBE0, PBE hybrid）
  - HSEH1PBE（HSE06）
  - OHSE2PBE（HSE03）
  - OHSE1PBE
  - PBEhPBE
  - B1B95
  - B1LYP
  - mPW1PW91
  - mPW1LYP
  - mPW1PBE
  - mPW3PBE
  - B98
  - B971
  - B972
  - TPSSh
  - tHCTHhyb
  - BMK
  - HISSbPBE
  - X3LYP
  - BHandH
  - BHandHLYP

Q-Chem 6.0 で推奨されている主要な混成汎関数（※は最も推奨される汎関数）:
- 混成GGA
  - B3LYP（※）
  - PBE0（※）
  - revPBE0（※）
  - B97（※）
- 混成メタGGA
  - M06-2X（※）
  - M08-HX（※）
  - TPSSh（※）
  - revTPSSh（※）
- 長距離補正混成GGA
  - ωB97X-V（※）
  - ωB97X-D3（※）
  - ωB97X-D（※）
- 長距離補正混成メタGGA
  - ωB97M-V（※）

## 二重混成汎関数
HF交換積分と摂動論 (PT2) 相関エネルギーを含む汎関数を二重混成（ダブルハイブリッド; doubly hybrid, double hybrid）汎関数と呼ぶ。この着想は2004年にドナルド・トゥルーラーらによって最初に提案され、2006年にはシュテファン・グリメによって最初の二重混成汎関数B2PLYPが報告された。
Gaussian 16ソフトウェアで利用可能な二重混成汎関数:
- B2PLYP
- B2PLYP-D
- B2PLYP-D3
- mPW2PLYP
- mPW2PLYP-D
- PBE0-DH
- PBE-QIDH
- DSD-PBEP86

Q-Chem 6.0 で推奨されている二重混成汎関数（※は最も推奨される汎関数）:
- 二重混成GGA（DH GGA）
  - DSD-PBEPBE-D3（※）
  - ωB97X-2(LP)（※）
  - ωB97X-2(TQZ)（※）
  - XYG3（※）
  - XYGJ-OS（※）
  - B2PLYP
  - B2GPPLYP
  - DSD-PBEP86-D3
  - LS1DH-PBE
  - PBE-QIDH
  - PBE0-2
  - PBE0-DH
- 二重混成メタGGA（DH MGGA）
  - ωB97M(2)（※）
  - PTPSS-D3（※）
  - DSD-PBEB95-D3
  - PWPB95-D3